# Dendrobium densiflorum
Dendrobium densiflorum Lindl., 1830 è una pianta della famiglia delle Orchidacee. È detta anche "orchidea ananas", in inglese "Pineapple Orchid".

## Descrizione
È una orchidea epifita, cioè che cresce su tronchi e rami di alberi, coperti di muschio e solo occasionalmente su pietre (litofita).

Il fusto è eretto, formante da 7 a 12 nodi, a sezione vagamente quadrata, fusiforme o clavato, lungo una trentina di centimetri. Ciascun nodo è rivestito da una guaina bianca e porta da tre a cinque foglie persistenti, di forma ellittica oppure ovale, ad apice acuto. L'infiorescenza è un racemo lungo anche 20 cm, nell'insieme vagamente conico, densamente fiorito con fiori profumati. Il singolo fiore ha breve durata, è grande mediamente 5 centimetri ed ha sepali e petali gialli, mentre il labello dai bordi molto frastagliati, sfuma dal giallo all'arancione.

## Distribuzione e habitat
Pianta di montagna che vegeta ad alte quote, dai 1100 ai 1800 metri, nativa del sudest asiatico, in particolare della catena himalayana orientale. Si rinviene in  Bangladesh, Nepal, Birmania, Thailandia, Laos, Vietnam, Tibet e Cina meridionale.

## Sinonimi
Epidendrum dumunsuttu Buch.-Ham. ex Lindl., 1830

Dendrobium clavatum Roxb., 1832

Endeisa flava Raf., 1837

Dendrobium schroederi Dombrain, 1870 

Dendrobium guibertii Carrière, 1876

Callista clavata (Roxb.) Kuntze, 1891

Callista densiflora (Lindl.) Kuntze, 1891

Callista guibertii (Carrière) M.A. Clem., 2003

## Coltivazione
Questa specie richiede un periodo di riposo asciutto quindi poca acqua e fertilizzante nei i mesi invernali. Annaffiature e concimature devono essere riprese a primavera.